# Zusatzweiterbildung Sozialmedizin
Die Zusatzweiterbildung Sozialmedizin ist eine in der Musterweiterbildungsordnung der deutschen Bundesärztekammer von 2018 (MWBO) aufgeführte Zusatz-Weiterbildung für Fachärzte im Fach Sozialmedizin.

## Definition
Die Zusatz-Weiterbildung Sozialmedizin umfasst in Ergänzung zu einer Facharztkompetenz die Bewertung von Art und Umfang gesundheitlicher Störungen und deren Auswirkungen auf die Leistungsfähigkeit und die Teilhabe an Lebensbereichen unter Berücksichtigung der Wechselwirkungen zwischen Krankheit, Gesundheit, Individuum und Gesellschaft sowie deren Einordnung in die Rahmenbedingungen der sozialen Sicherungssysteme und die diesbezügliche Beratung der Sozialleistungsträger.

## Mindestanforderung
Um die Bezeichnung Sozialmedizin führen zu dürfen, müssen Ärztinnen und Ärzte
- über eine Facharztanerkennung verfügen
- eine Kurs-Weiterbildung mit einem Umfang von 320 Stunden absolviert haben, davon
  - einen Weiterbildungskurs in Sozialmedizin/Rehabilitationswesen von 160 Stunden und
  - einen Weiterbildungskurs in Sozialmedizin von 160 Stunden und zusätzlich
- über Kenntnisse, Erfahrungen und Fertigkeiten im Fach gemäß den in der Weiterbildungsordnung festgelegten Weiterbildungsinhalten verfügen.[2]

Bei der Anmeldung zur Weiterbildungsprüfung müssen der zuständigen Ärztekammer  sämtliche Nachweise über die erfüllten Mindestanforderungen vorgelegt werden. Dazu gehören auch die Logbuch-Dokumentationen über alle durch die MWBO vorgegebenen Inhalte der Weiterbildung.

## Inhalte der Weiterbildung
Zur Weiterbildungsprüfung muss man dargelegen können, dass man Kenntnisse, Erfahrungen und Fertigkeiten der in der Weiterbildungsordnung beschriebenen Bereiche erlangt hat. Dazu gehören unter anderem die Themen

### Gemeinsame Inhalte für die Zusatz-Weiterbildungen Sozialmedizin und Rehabilitationswesen
- Ethische und juristische Aspekte für die Tätigkeit als Sachverständiger
- Soziale Sicherungssysteme und Versorgungsstrukturen
- Epidemiologie, Dokumentation, Statistik und Gesundheitsberichterstattung
- Sozialleistungsträger und ihre Aufgaben und Schnittstellen gemäß Sozialgesetzbuch
- Strukturen und Aufgaben privater Versicherungen zur sozialen Absicherung
- Gesundheitsförderung, Prävention und Rehabilitation
  - Leistungsarten und Leistungsformen einschließlich Modellen der Prävention und Gesundheitsförderung
  - Organisationen und Institutionen in der Rehabilitation
- Begehung von Einrichtungen wie Betriebe, Reha-Einrichtungen, Berufsförderungswerke

### Spezifische Inhalte der Zusatz-Weiterbildung Sozialmedizin
- Arbeitsmedizinische Grundlagen
  - Berufskrankheiten und arbeitsbedingte Erkrankungen
  - Anforderungsprofile häufiger beruflicher Tätigkeiten
  - Beratung von Leistungsgewandelten im Zusammenhang mit ihrer beruflichen Tätigkeit
- Sozialmedizinische Begutachtung
- Sozialmedizinische Beurteilung der Funktionsfähigkeit einschließlich Beratung von Versicherten und Leistungsträgern, z. B. zur Arbeitsunfähigkeit, zum erwerbsbezogenen Leistungsvermögen, zu Teilhabeleistungen, zur Pflegebedürftigkeit.[1]

Die Inhalte der Musterweiterbildungsordnung sind allerdings nur eine Empfehlung für die rechtsverbindlichen Weiterbildungsordnungen der Landesärztekammern, die hiervon abweichende Regelungen treffen können.